# Granátula de Calatrava (kommun)
Granátula de Calatrava är en kommun i Spanien.   Den ligger i provinsen Provincia de Ciudad Real och regionen Kastilien-La Mancha, i den centrala delen av landet, 180 km söder om huvudstaden Madrid. Antalet invånare är 865.